# سینما دیانا (کرمانشاه)
سینما دیانا یک سالن سینما در شهر کرمانشاه بود که در خیابان دبیراعظم این شهر قرار داشت.

## تاریخچه
سینما دیانا سالن سینمایی در خیابان دبیراعظم شهر کرمانشاه بود که در سال ۱۳۴۰ فعالیت خود را آغاز کرد.

 مکان سینما دیانا از طرف میدان شهرداری کمی پایین‌تر از سینما کریستال (محل کنونی خانۀ صنایع دستی کرمانشاه) واقع شده‌بود. در سینما دیانا بیشتر فیلم‌های تجاری فارسی موسوم به فیلمفارسی و برخی فیلم‌های حماسی نمایش داده می‌شد. همچنین در این سالن سینما دیانا گاهی کنسرت موسیقی نیز اجرا می‌شد. مالک این سینما فردی به نام منوچهر ناصری بود.
سینما دیانا در روز ۱۰ مهر ۱۳۵۷ در جریان اعتراضات مردمی که به انقلاب بهمن ۱۳۵۷ منجر شد، مورد هجوم نیروهای مذهبی افراطی قرار گرفته و به آتش کشیده شد و به صورت مخروبه درآمد. در ۲ مرداد سال ۱۳۵۹ به دستور علی قدوسی دادستان کل انقلاب اسلامی تمام سینماهای ایران توسط حکومت مصادره شدند. محل مخروبۀ سینما دیانا نیز مصادره شد و گفته می‌شود که به مالکیت سازمان تبلیغات اسلامی درآمده‌است. این مکان از آن زمان به صورت مخروبه به حال خود رها شده‌است.